# Pseudopolydora pigmentata
Pseudopolydora pigmentata är en ringmaskart som beskrevs av Woodwick 1964. Pseudopolydora pigmentata ingår i släktet Pseudopolydora och familjen Spionidae. Inga underarter finns listade i Catalogue of Life.